# Paryż-Nicea 2010
68. edycja wyścigu kolarskiego Paryż-Nicea odbyła się od 7 do 14 marca 2010 roku. Liczył osiem etapów, o łącznym dystansie 1288 km. Wyścig figurował w rankingu światowym UCI, ale nie zaliczał się  do UCI ProTour 2010.
Zwyciężył Hiszpan Alberto Contador z grupy Team Astana, przed swoimi rodakami: Alejandro Valverde i zwycięzcą sprzed roku Luisem Leónem Sánchezem. 

## Etapy
| Etap   | Data     | Start - Meta                           | km      | Zwycięzca etapu  | Lider            |
| ------ | -------- | -------------------------------------- | ------- | ---------------- | ---------------- |
| prolog | 7 marca  | Montfort-l’Amaury                      | 8 (ITT) | Lars Boom        | Lars Boom        |
| 1.     | 8 marca  | Saint-Arnoult-en-Yvelines – Contres    | 201.5   | Greg Henderson   | Lars Boom        |
| 2.     | 9 marca  | Contres – Limoges                      | 201     | William Bonnet   | Lars Boom        |
| 3.     | 10 marca | Saint-Junien – Aurillac                | 208     | Peter Sagan      | Jens Voigt       |
| 4.     | 11 marca | Maurs – Mende                          | 173.5   | Alberto Contador | Alberto Contador |
| 5.     | 12 marca | Pernes-les-Fontaines – Aix-en-Provence | 157     | Peter Sagan      | Alberto Contador |
| 6.     | 13 marca | Peynie – Tourrettes-sur-Loup           | 220     | Xavier Tondo     | Alberto Contador |
| 7.     | 14 marca | Nicea – Nicea                          | 119     | Amaël Moinard    | Alberto Contador |

## Końcowa klasyfikacja generalna
| M-ce | Imię i nazwisko        | Kraj      | Drużyna            | Czas        |
| ---- | ---------------------- | --------- | ------------------ | ----------- |
| 1.   | Alberto Contador       | Hiszpania | Team Astana        | 28h 35' 35" |
| 2.   | Alejandro Valverde     | Hiszpania | Caisse d’Epargne   | + 11"       |
| 3.   | Luis León Sánchez      | Hiszpania | Caisse d’Epargne   | + 25"       |
| 4.   | Roman Kreuziger        | Czechy    | Liquigas-Doimo     | + 26"       |
| 5.   | Samuel Sánchez         | Hiszpania | Euskaltel-Euskadi  | + 30"       |
| 6.   | Jens Voigt             | Niemcy    | Team Saxo Bank     | + 35"       |
| 7.   | Joaquim Rodríguez      | Hiszpania | Team Katusha       | + 37"       |
| 8.   | Rein Taaramäe          | Estonia   | Cofidis            | + 1' 07"    |
| 9.   | Jean-Christophe Péraud | Francja   | Omega Pharma-Lotto | + 1' 16"    |
| 10.  | Jérôme Coppel          | Francja   | Saur-Sojasun       | + 1' 17"    |